# Diego Gavilán
Diego Antonio Gavilán Zarate (ur. 1 marca 1980 w Asunción) – paragwajski piłkarz grający na pozycji defensywnego pomocnika. Obdarzony przydomkiem „Pampero”. Posiada również obywatelstwo hiszpańskie.

## Kariera klubowa
Gavilán pochodzi z Asunción. Piłkarską karierę rozpoczął w tamtejszym klubie Cerro Porteño. Do 1997 roku występował w drużynach młodzieżowych, a w 1998 roku zadebiutował w paragwajskiej Primera División. W Cerro Porteño występował do lata 1999 i wtedy wyjechał do angielskiego Newcastle United. Kosztował 2 miliony funtów, a w Premiership zadebiutował 5 lutego w zremisowanym 2:2 wyjazdowym meczu z Sunderlandem. W Newcastle nie zdołał wywalczyć miejsca w składzie i przez 3 lata tylko 7 razy wystąpił na boiskach Premiership.
Latem 2002 Paragwajczyk wyjechał do Meksyku i został wypożyczony do UAG Tecos z Guadalajary. Tam był podstawowym zawodnikiem i spędził pół sezonu. W 2003 roku trafił do brazylijskiego SC Internacional, dla którego zdobył 5 goli w lidze poprawiając tym samym swój najlepszy dorobek bramkowy w karierze. Następnie Diego wypożyczono do Udinese Calcio, jednak w Serie A nie zadebiutował i szybko wrócił do Brazylii. Podobnie jak w 2003, tak i w latach 2004 i 2005 zdobywał z nim stanu Rio Grande do Sul.
Na początku 2006 roku Gavilán został zawodnikiem argentyńskiego Newell’s Old Boys z Rosario. Występował w nim zarówno w fazie Clausura 2006, jak i Apertura 2006. W 2007 roku wrócił do Brazylii i przez rok był piłkarzem Grêmio Foot-Ball Porto Alegrense, a w 2008 przeszedł do pochodząc z Rio de Janeiro CR Flamengo.
| Sezon   | Klub                             | Kraj      | Rozgrywki             | Mecze | Bramki |
| ------- | -------------------------------- | --------- | --------------------- | ----- | ------ |
| 1998    | Cerro Porteño                    | Paragwaj  | Primera División      | 21    | 7      |
| 1999    | Cerro Porteño                    | Paragwaj  | Primera División      | 3     | 0      |
| 1999/00 | Newcastle United                 | Anglia    | Premiership           | 6     | 1      |
| 2000/01 | Newcastle United                 | Anglia    | Premiership           | 1     | 0      |
| 2001/02 | Newcastle United                 | Anglia    | Premiership           | 0     | 0      |
| 2002/03 | Tecos UAG                        | Meksyk    | Primera División      | 14    | 1      |
| 2003    | SC Internacional                 | Brazylia  | Campeonato Brasileiro | 39    | 5      |
| 2003/04 | Udinese Calcio                   | Włochy    | Serie A               | 0     | 0      |
| 2004    | SC Internacional                 | Brazylia  | Campeonato Brasileiro | 31    | 2      |
| 2005    | SC Internacional                 | Brazylia  | Campeonato Brasileiro | 26    | 0      |
| 2005/06 | Newell’s Old Boys                | Argentyna | Primera División      | 15    | 1      |
| 2006/07 | Newell’s Old Boys                | Argentyna | Primera División      | 11    | 0      |
| 2007    | Grêmio Foot-Ball Porto Alegrense | Brazylia  | Campeonato Brasileiro | 17    | 0      |
| 2008    | CR Flamengo                      | Brazylia  | Campeonato Brasileiro |       |        |

## Kariera reprezentacyjna
W reprezentacji Paragwaju Gavilán zadebiutował 28 kwietnia 1999 roku wygranym 2:1 towarzyskim spotkaniu z Meksykiem. W 2002 roku znalazł się w kadrze Paragwaju na Mistrzostwa Świata 2002. Tam zagrał w zremisowanym 2:2 spotkaniu z RPA, przegranym 1:3 z Hiszpanią i przegranym 0:1 w 1/8 finału z Niemcami. W 2006 roku został powołany przez Aníbala Ruiza do kadry na Mistrzostwa Świata w Niemczech, na których był rezerwowym i nie zagrał w żadnym spotkaniu.